# トレジャーガウスト
トレジャーガウスト(Treasure Gaust)は、2005年10月29日にバンダイが発売した電子ゲームである。

## 概要
「ガウスト」とは磁束密度の単位「ガウス (gauss)」と幽霊「ゴースト (Ghost)」を組み合われた造語で、磁幽霊（じゆうれい=磁力を持った幽霊）の意である。本玩具は「磁幽霊探知機」と称し、これらのガウストを探索・捕獲する事が目的とされている。形状の異なるさまざまな機種が販売されている。
本体には液晶画面と電子コンパスが内蔵されている。ガウストの出現条件は本体を使用した際の方位や時刻に関連している。現れたガウストは釣り竿のようにリールを回す事で捕獲する。ストラップガンマン・ギアレットガンブレードはトリガーで捕獲。成功すると、格納・育成・バトルが可能。また通信によってガウストのデータを交換できたり、オリジナルのガウストを呼び出すガウストギア、マグネライズリング、ガウストメモリーなどの拡張パーツも販売されている。
『月刊コロコロコミック』で漫画連載されていた他、定期的に公式イベントが開催されていた。
テレビ東京系子供番組『おはスタ』では、トレジャーガウストの新製品紹介やアニメ放映、アニメの範人とチャイドランが全国から寄せられた、ガウストのイタズラと思われるものを解決する「ハンティングツアー」のコーナーが設けられていた。
使用時以外（待機中）でも常に電源が入っており、ガウストをキャッチした際に音が出る。設定で音をOFFにすることが可能。

## 種類
- トレジャーガウスト（ディメンションロッド）
2005年10月29日発売 - ブルー・レッド
2006年3月25日発売 - ブラック・ホワイト
- トレジャーガウスト ストラップハンター
2006年6月24日発売 - オレンジ・ブルー・レッド
- トレジャーガウスト ストラップガンマン
2006年8月10日発売 - ブラック・ホワイト
- トレジャーガウスト ギアレットハンター
2007年6月16日発売 - レッド
2007年10月13日発売- ブルー・ブラック
2008年3月15日発売- プラチナゴールド
- トレジャーガウスト　ギアレットガンブレード
2008年1月19日発売 -シルバー・バイオレット
- トレジャーガウスト ガウストショット 
2008年9月20日発売 -レッド

## ゲーム
- トレジャーガウスト ガウストダイバー - 2007年7月5日発売 (ニンテンドーDS)

※クリムゾンレッド・ディープブルー同時発売

## 漫画
- トレジャーガウスト 史上最強のハンターコンビ!!（月刊コロコロコミック掲載、全6巻、勝見直人作）

- 竜巻伝説ガウストショット（2008年10月号別冊コロコロコミック掲載、ガウストショットを題材とした読切作品、勝見直人作）

## アニメ
2007年6月11日 - 6月15日の間に『おはスタ』にて、漫画版を元にしたアニメが放送された。主役はアニメオリジナルキャラクターである。

### スタッフ
- 原作 - 勝見直人
- 監督 - ふじもとよしたか
- シリーズ構成 - 藤田伸三
- キャラクターデザイン - 掛流夏巳
- 美術監督 - 坂本信人
- 3D監督 - 服部恵大
- 音響監督 - 麦島哲也
- 音響プロデューサー - 南沢道義、西名武
- 音楽 - 鳴瀬シュウヘイ
- 音楽プロデューサー - 田中統英
- アニメーションプロデューサー - 三浦俊一郎
- プロデューサー - 中沢利洋
- アシスタントプロデューサー - 石松創
- 3DCGアニメーション制作 - 小学館ミュージック&デジタル エンタテイメント
- アニメーション制作 - シナジーSP

### 登場人物
- 我楽卓人（声：高橋美佳子）
- 範人（はんと）（声：皆川純子）
- チャイドラン（声：比嘉久美子）
- 芽栗亜衣（めぐり あい）（声：加藤英美里）
- ミサキ（声：後藤沙緒里）
- 糸尾詩菜（声：幸田夏穂）
- 我楽卓郎（声：三戸貴史）
- 我楽多美子（声：加藤優子）
- カイザーヴァンキュラー（声：河本邦弘）
- 柊人（声：浅野まゆみ）